# Hendecourt-lès-Cagnicourt
Hendecourt-lès-Cagnicourt település Franciaországban, Pas-de-Calais megyében. Lakosainak száma 297 fő (2022. január 1.). Hendecourt-lès-Cagnicourt Vis-en-Artois, Riencourt-lès-Cagnicourt, Bullecourt, Cagnicourt, Chérisy, Fontaine-lès-Croisilles és Haucourt községekkel határos.

## Népesség
A település népességének változása:
| Lakosok száma | 320  | 316  | 325  | 312  | 314  | 314  | 316  | 307  | 297  |
|               | 2013 | 2015 | 2016 | 2017 | 2018 | 2019 | 2020 | 2021 | 2022 |